# Seznam francoskih poslovnežev
Seznam francoskih poslovnežev.

## A
- Bernard Arnault (1949)

## B
- Pierre Bergé
- Gaston Berger?
- Georges Besse ?
- Liliane Bettencourt
- Marcel Bich (1914-1994)
- Vincent Bolloré (1952)
- Marcel Boussac
- Ettore Bugatti (1881-1947)

## C
- Philippe Camus
- André Citroën (1878-1935)

## D
- Marcel Dassault (1892-1986)
- Alexandre Darracq (1855-1931)
- Louis Delâge (1874-1947)
- Emile Delahaye (1843-1905),
- Gerard Louis-Dreyfus (1932)
- Eleuthère Irénée du Pont de Nemours  (1771-1834)
- Pierre Samuel du Pont de Nemours (1739-1817)

## F
- Jacques Foccart (1901-1956)

## G
- Léon Gaumont

## H
- Paul-Louis Halley (1934-2004)
- Max Hymans (1900-1961)

## M
- Jean-Marie Messier (1957)
- Gérard Mestrallet (1949)
- André Michelin (1853-1931)
- Édouard Michelin (1859-1940)
- Édouard Michelin (1963-2006)
- Étienne Michelin (1898-1932)
- François Michelin (1926-2015)
- Marcel Michelin (1886-1945)
- Pierre Michelin (1903-1937)

## P
- Charles Pathé
- François Pinault (1936)

## R
- Jacques-Donatien Le Ray (1726-1803)
- Marcel Renault (1872-1903)
- Michel Rollier (1944)
- James Mayer Rothschild (1792-1868)
- Philippe de Rothschild (1902-1988)

## S
- Eugene Schueller (1881-1954)
- Jean-Dominique Senard (1953)

## T
- Bernard Tapie (1943)